# Campeonato Europeo de Gimnasia Rítmica de 2014
El XXX Campeonato Europeo de Gimnasia Rítmica se celebró en Bakú (Azerbaiyán) entre el 13 y el 15 de junio de 2014 bajo la organización de la Unión Europea de Gimnasia (UEG) y la Federación Azerbaiyana de Gimnasia.
Las competiciones se realizaron en la Arena Nacional de Gimnasia de la capital azerí.

## Resultados
| Evento                                    | Oro                                     | Plata                                          | Bronce                                    |
| ----------------------------------------- | --------------------------------------- | ---------------------------------------------- | ----------------------------------------- |
| Concurso completo ind. (14.06)            | Yana Kudriavtseva · Rusia · 73,499 pts. | Melitina Staniouta · Bielorrusia · 72,416 pts. | Ganna Rizatdinova · Ucrania · 71,649 pts. |
| Grupo 5 con mazas (15.06)                 | Bulgaria 17,766                         | Rusia · 17,633                                 | España · 17,550                           |
| Grupos 3 con pelota + 2 con cinta (15.06) | Rusia · 18,366                          | Azerbaiyán 17,650                              | Bulgaria 17,583                           |
| Grupos concurso completo (13.06)          | Rusia · 36,566                          | Italia · 34,749                                | Israel 34,383                             |

## Medallero
| Núm. | País        | Oro | Plata | Bronce | Total |
| ---- | ----------- | --- | ----- | ------ | ----- |
| 1    | Rusia       | 3   | 1     | 0      | 4     |
| 2    | Bulgaria    | 1   | 0     | 1      | 2     |
| 3    | Azerbaiyán  | 0   | 1     | 0      | 1     |
| 3    | Bielorrusia | 0   | 1     | 0      | 1     |
| 3    | Italia      | 0   | 1     | 0      | 1     |
| 6    | España      | 0   | 0     | 1      | 1     |
| 6    | Israel      | 0   | 0     | 1      | 1     |
| 6    | Ucrania     | 0   | 0     | 1      | 1     |
|      | TOTAL       | 4   | 4     | 4      | 12    |